# Disocactus speciosus

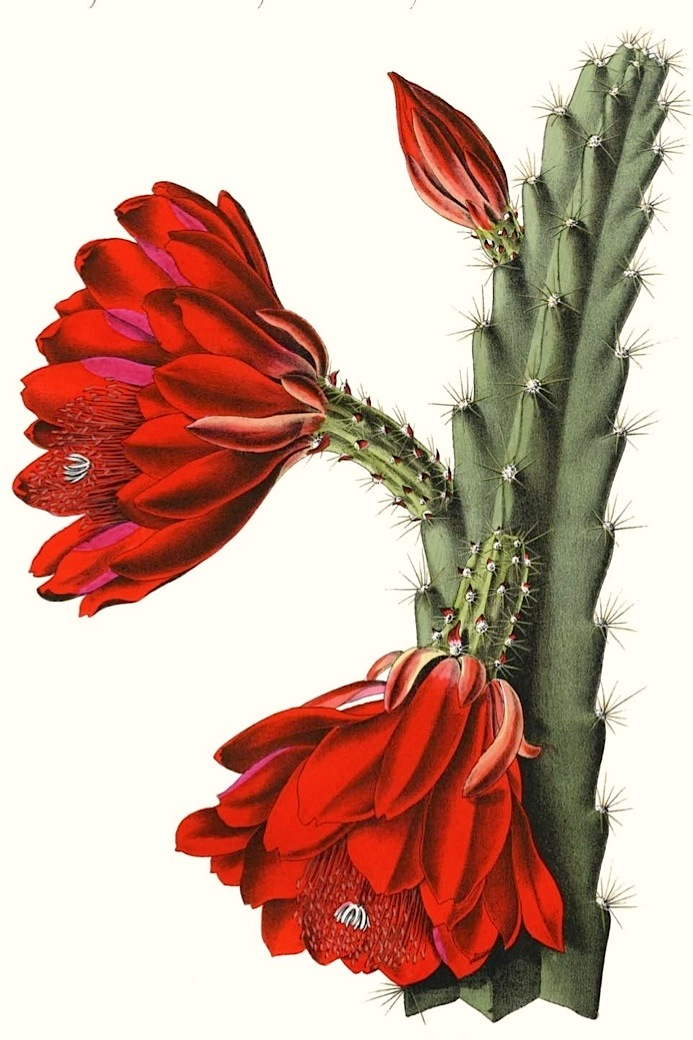
Disocactus speciosus
Tafel 17 von 1901 aus Blühende Kakteen

Disocactus speciosus ist eine Pflanzenart aus der Gattung Disocactus in der Familie der Kakteengewächse (Cactaceae). Das Artepitheton speciosus bedeutet ‚prächtig, ansehnlich‘ und bezieht sich auf die Blüten der Art. Spanische Trivialnamen sind „Nopalillo“, „Pitaya de Cerro“ und „Santa Marta“.

## Beschreibung
Disocactus speciosus wächst stark verzweigend mit aufrecht stehenden, angelehnten und/oder hängenden Trieben. Die 3 bis 5 rippigen Triebe sind rötlich überhaucht. Sie werden bis zu 1 Meter lang und 1,5 bis 2,5 Zentimeter im Durchmesser groß. Die Rippen sind stark gezähnt. Die Areolen sind in der Einkerbung der Rippen vorhanden. Sie sind bedornt. Die 5 bis 8 (später auch bis zu 25) Dornen sind 1 bis 1,5 Zentimeter groß. Sie sind spitz und abstehend und haben eine gelbliche bis bräunliche Farbe.
Die breiten trichterigen Blüten erscheinen seitlich. Sie sind scharlachrot mit bläulichen oder weißen Schimmer oder ganz weiß und werden 11 bis 17 Zentimeter lang und 8 bis 13 Zentimeter im Durchmesser. Die Früchte sind eiförmig und 4 bis 5 Zentimeter lang.

## Verbreitung, Systematik und Gefährdung
Disocactus speciosus ist in den mexikanischen Bundesstaaten Chiapas, Colima, Durango, Jalisco, Mexiko, Michoacán, Morelos, Oaxaca und Sinaloa sowie in Guatemala verbreitet.
Die Erstbeschreibung als Cactus speciosus erfolgte 1803 durch Antonio José Cavanilles. Wilhelm Barthlott stellte die Art 1991 in die Gattung Disocactus. Weitere nomenklatorische Synonyme sind Cereus speciosus Cav. (1803), Epiphyllum speciosum (Cav.) Haw. (1819), Cereus speciosus (Cav.) Sweet (1826), Cereus speciosus (Cav.) K.Schum. ex Engl. & Prantl (1894) und Heliocereus speciosus (Cav.) Britton & Rose (1909).
Es werden folgende Unterarten unterschieden:
- Disocactus speciosus subsp. speciosus
- Disocactus speciosus subsp. bierianus Ralf Bauer
- Disocactus speciosus subsp. blomianus (Kimnach) Ralf Bauer
- Disocactus speciosus subsp. cinnabarinus (Eichlam ex Weing.) Ralf Bauer
- Disocactus speciosus subsp. heterodoxus (Standl. & Steyerm.) M.A.Cruz & S.Arias

In der Roten Liste gefährdeter Arten der IUCN wird die Art als „Least Concern (LC)“, d. h. als nicht gefährdet geführt.

## Nachweise